# Ohlenrode-Talbrücke
Die Ohlenrode-Talbrücke ist eine 968 m lange Eisenbahnbrücke der Schnellfahrstrecke Hannover–Würzburg. Das Bauwerk liegt östlich des Ortsteils Ohlenrode der niedersächsischen Gemeinde Freden (Leine).

## Aufbau

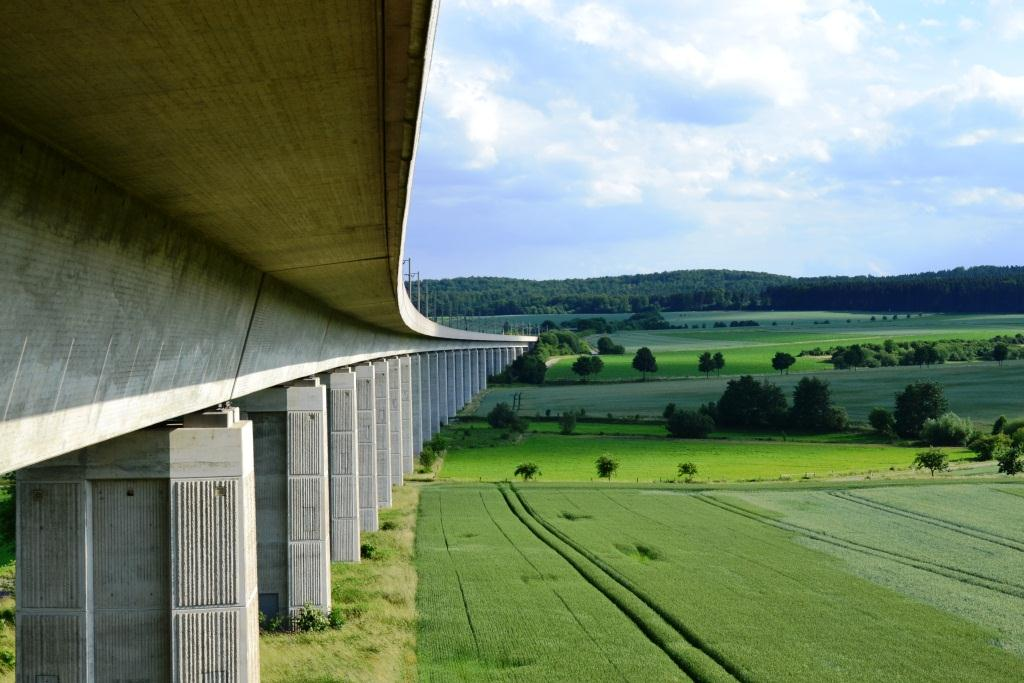
Längsansicht in Fahrtrichtung Würzburg

Bei einem Pfeilerabstand von 44 m weist das bis zu 27 m (SOK) über dem Gelände liegende Bauwerk 22 Öffnungen auf. Der Überbau weist eine Höhe von 4,80 m auf. Die Brücke trägt bis zu einem Meter hohe Schallschutzwände.

## Verlauf
Die Trasse beschreibt in südlicher Richtung eine Rechtskurve. Nördlich und südlich der Brücke schließen sich unmittelbar Dämme an. Nördlich folgt ein längerer Abschnitt freier Strecke, mit zahlreichen Dämmen und Einschnitten, südlich folgt der Hellebergtunnel.
Die Brücke überspannt die Landesstraße 486 und verschiedene Wirtschaftswege.

## Geschichte
Das Bauwerk lag in der Planungs- und Bauphase im Planfeststellungsabschnitt 2.05 der Neubaustrecke (km 54,170 bis 57,200). Südlich km 57,200 schließt sich der Planfeststellungsabschnitt 2.11 an.